# Santa Elena, Entre Ríos
Santa Elena este un oraș din Entre Ríos, Argentina.